# Friedrich Gustav Piffl
Friedrich Gustav Piffl, avstrijski rimskokatoliški duhovnik, škof in kardinal, * 15. oktober 1864, Landskron, † 21. april 1932.

## Življenjepis
8. januarja 1888 je prejel duhovniško posvečenje.
1. aprila 1913 je bil imenovan za nadškofa Dunaja; 2. maja je bil potrjen in 1. junija 1913 je prejel škofovsko posvečenje.
25. maja 1914 je bil povzdignjen v kardinala in imenovan za kardinal-duhovnika S. Marco.